# Deathmatch

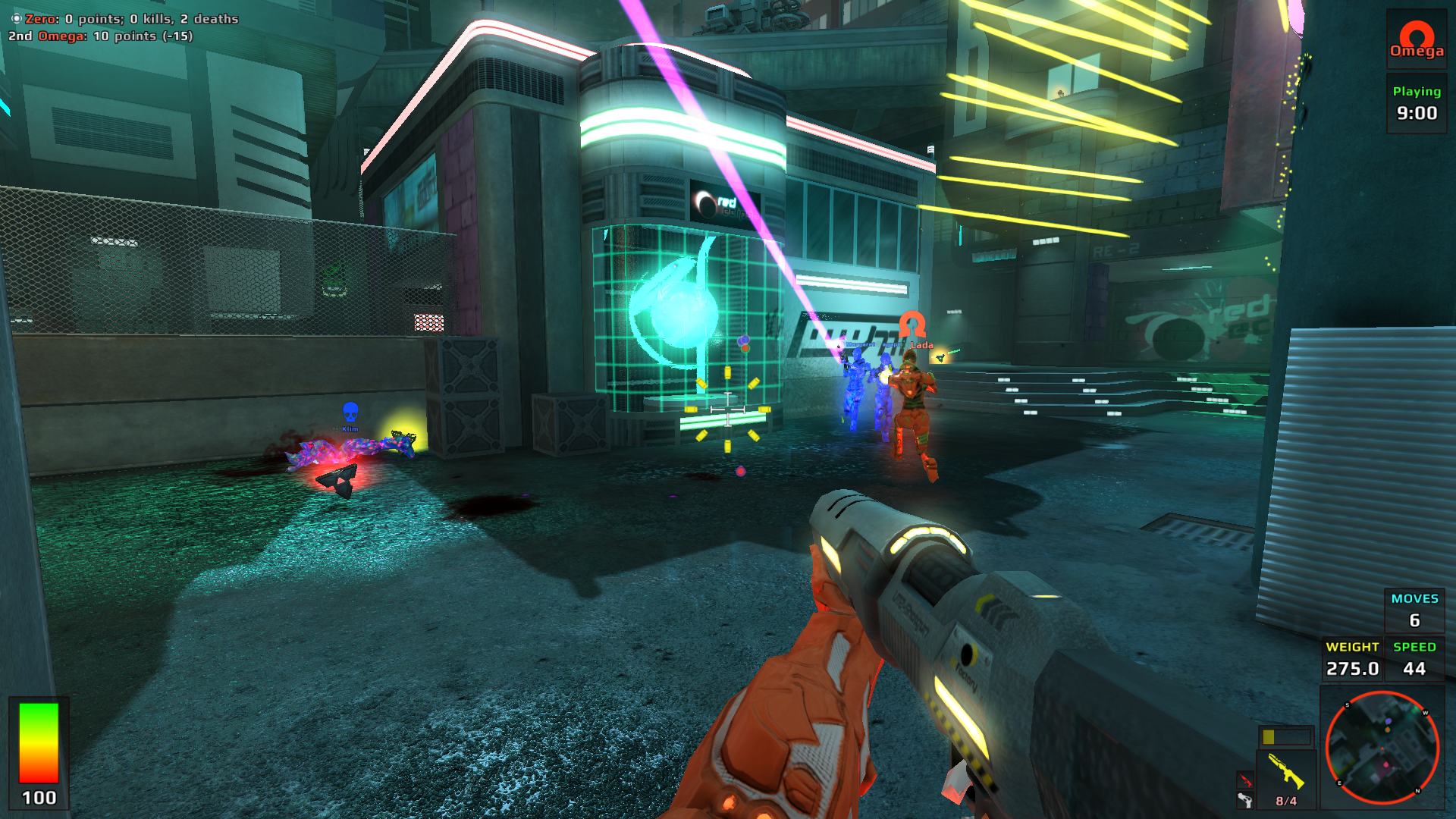
Snímek obrazovky ze hry Red Eclipse 2

Deathmatch (zápas smrti nebo zápas na život a na smrt; ve zkratce DM) je programová možnost počítačové hry pro více hráčů '(tzv. multiplayer), kde hraje každý hráč proti ostatním zúčastněným hráčům. Další varianta je Team Deathmatch (TDM), kde jsou hráči rozděleni do týmů (obvykle dvou), které bojují proti sobě.
Původ slova Deathmatch se připisuje Johnu Romerovi, který spoluzaložil společnost Id Software (hry Wolfenstein 3D, Doom, Quake atd.). 
V případě FPS akčních her neexistují téměř žádná pravidla. Jediným nepsaným pravidlem mezi všemi zúčastněnými hráči se smyslem pro fair play bývá „nekempit“ (z angl. camping). Hráč, který je déle na jednom místě a vyčkává v záloze v dobré střelecké, a zároveň bezpečné pozici na ostatní hráče, je označen jako „kemper“ (z angl. camper). Některé mody umí „kempery“ hlídat a po určitém čase je hráč vyhozen ze hry nebo „fackován, vyliskán“ – server identifikuje „kempera“ (okolo něho se může objevit výstražné znamení), poté si začne server s hráčem „pohazovat – fackovat ho“ a začne mu ubírat zdraví (někdy i může kemperovi snižovat schopnost vidět).
Dále existuje DM, ve kterém se hráč hned po smrti objeví na svém začátku nebo na libovolném místě.

## Příbuzné pojmy
- spawn – místo, kde se hráč objeví po smrti.
- respawn – okamžik znovuobjevení po smrti.
- reskill - znovuzabíjení nepřipraveného hráče na bodě znovuzrození(prostě nečeká útok okamžitě po objevení ve světě) - obecně velmi pohrdaná praktika rozšířená na WoWku, za kterou jsou tito "zabijáci" komunitou velmi zavrhováni a káráni.